# Ribes glandulosum
Espèce
Le Gadellier glanduleux, (Ribes glandulosum) est une plante dans la famille des Grossulariaceae.